# Making a Good Thing Better
A Making a Good Thing Better Olivia Newton-John 1977-ben megjelent, hosszú időre utolsó country jellegű  stúdióalbuma, melyet 1998-ban a Back with a Heart követett.

## Az album ismertetése
A Making a Good Thing Better Olivia Newton-John kilencedik önálló studióalbuma, nem számítva az amerikai piac számára készített két válogatását (Let Me Be There és If You Love Me Let Me Know), melyeket szintén az albumok közé szokás sorolni. Producere, hangszeres közreműködője, egy dalának szerzője John Farrar volt. A főként lassú dalokat tartalmazó, az  úgynevezett Adult Contemporary (kortárs felnőtt) műfajba és a country zene lágy vonulatába sorolt lemez a 34. helyezést érte el a Billboard Hot-100-as, a 13. helyezést a country albumok listáján. A mindössze hét év alatt kiadott összesen 11 album túl sok volt a zenei piac számára, a Making a Good Thing Better az előző hat albummal szemben, első alkalommal nem került be a country Top-10-be. Olivia Newton-John ebben az időben komoly vitában volt amerikai kiadójával, az MCA-val, mivel úgy vélte, albumait nem reklámozzák kellőképpen. A szakítás is felmerült, de az ezután következő Grease sikere után Olivia továbbra is az MCA kiadónál maradt. Ezzel az albummal Olivia húsz évre elbúcsúzott a country műfajtól, további albumai a pop, soft-rock, új hullám, majd new age műfajban születtek. 1998-ban még egy album erejéig visszatért a műfajhoz, ez volt a Back with a Heart.

## A dalok ismertetése
Az album címadó dala a Making a Good Thing Better egy lassú és dallamos country-pop dal. A Slow Dancing Olivia korai folk dalaira emlékeztető, balladisztikus dal. Ezt követi az album egyik érdekessége, a Ring of Fire. A country műfaj egyik legismertebb örökzöldje Johnny Cash előadásában lett világszerte ismert. Olivia a dalt lágyabb, helyenként bluegrass elemekkel kísért stílusban adja elő. A Coolin' Down az album egyetlen John Farrar dala, egy éteriesen tiszta hangzású lassú dal. Az eredeti album első oldalának zárószáma az Evita dala, a Don't Cry for Me Argentina. Ebben az időben került szóba először a musical  megfilmesítése, Evita szerepét Olivia alakította volna. A terv végül több mint húsz évig nem valósult meg, de ez az egy dal elkészült és az albumra került Olivia éteriesen tiszta és mély érzésű előadásában.
Az album második oldalának első dala a lassú tempóban kezdődő, majd felgyorsuló, a címében is szomorkás hangulatú Sad Song. Ezt követi két lassú tempójú dal, a You Won't See Me Cry és a So Easy To Begin, majd az album legtisztábban country jellegű dala az I Think I'll Say Goodbye. Olivia is írt egy dalt az album számára, ez volt a Don't Ask A Friend, egy lassú tempójú ballada. Az albumot szintén egy lassú dal zárja, Randy Edelmann dala, az If Love Is Real.

## Az album dalai
„A” oldal
- Making a Good Thing Better (Pete Wingfield)
- Slow Dancing (Jack Tempchin)
- Ring of Fire (June Carter & Merle Kilgore)
- Coolin' Down (John Farrar)
- Don't Cry For Me Argentina (Andrew Lloyd Webber & Tim Rice)

„B” oldal
- Sad Songs (Billy & Bobby Alessi)
- You Won't See Me Cry (Joe Falsia & Stephen Sinclair)
- It's So Easy to Begin (Jules Shear)
- I Think I'll Say Goodbye (Jim Rushing - Marshall Chapman)
- Don't Ask a Friend (Olivia Newton-John)
- If Love Is Real (Randy Edelman)

## Érdekesség
Az album borítójához készült kép látható a Harmadnaposok című filmben, mint az Olivia által játszott Barbara fiatalkori fotója, filmbéli férjének a dolgozószobájában.

## Helyezések
- album - UK: No.60., USA: No.34., USA country album lista: No.13.
- Making a Good Thing Better - Billboard Hot 100: No.87., Ausztrália: No.77., Billboard AC lista: No.20.